# Asarum longirhizomatosum
Asarum longirhizomatosum är en piprankeväxtart som beskrevs av C.F.Liang & C.S.Yang. Asarum longirhizomatosum ingår i släktet hasselörter, och familjen piprankeväxter. Inga underarter finns listade i Catalogue of Life.